# Les Nuits de Saint-Pétersbourg
Pour plus de détails, voir Fiche technique et Distribution.
Les Nuits de Saint-Pétersbourg (russe : Петербургская ночь, Peterbourgskaïa notch) est un film dramatique soviétique réalisé par Grigori Rochal et Vera Stroïeva et sorti en 1934.
Librement inspiré du roman Nétotchka Nezvanova et de la nouvelle Les Nuits blanches de Fiodor Dostoïevski, le film est projeté à la Mostra de Venise 1934. Il s'agit également du premier film avec l'actrice Lioubov Orlova, future vedette du cinéma soviétique.

## Synopsis
L'histoire suit Iegor Iefimov, un violoniste autodidacte doué et ancien serf, qui est affranchi par son propriétaire terrien, Velemirov, et part pour Saint-Pétersbourg à la recherche du véritable art et d'une formation musicale professionnelle. En chemin, Iefimov se retrouve bloqué dans une ville de province et accepte un emploi au théâtre local. Là, il rencontre Schults, un violoniste assidu et discipliné, déterminé à réussir dans la musique grâce à son travail acharné. Un jour, Iefimov quitte brusquement le théâtre et poursuit son chemin à pied vers Saint-Pétersbourg. Cependant, la froideur et la bureaucratie de la ville brisent rapidement ses illusions.

## Fiche technique
- Titre français : Les Nuits de Saint-Pétersbourg[2] ou La Nuit de Saint-Pétersbourg[3]
- Titre original : Петербургская ночь, Peterbourgskaïa notch[4],[5]
- Réalisation : Grigori Rochal et Vera Stroïeva
- Scénario : Vera Stroïeva, Serafima Rochal (ru)
- Photographie : Dmitri Feldman (ru)
- Musique : Dmitri Kabalevski
- Décors : Nikolaï Souvorov
- Production : Moskinokombinat
- Pays de production :  Union soviétique
- Langue originale : russe
- Format : Noir et blanc - 1,37:1 - Son mono - 35 mm
- Durée : 106 minutes
- Genre : Drame
- Dates de sortie : 
  - Union soviétique : 19 février 1934
  - France : 15 février 1935

## Distribution
- Lioubov Orlova : Grouchenka
- Boris Dobronravov : Iegor Iefimov, violoniste
- Ksenia Tarassova (ru) : Nastenka
- Anatoli Goriounov (ru) : Schultz
- Lev Fenine (ru) : le propriétaire foncier Velemirov
- Igor Doronine (ru) : l'étudiant
- Ivan Koudriavtsev (ru) : le tisserand
- Sergueï Vetcheslov (ru) : le visiteur à la taverne
- Antonine Pankrychev : le gendarme
- Leonid Iourenev : Son Excellence
- Aleksandr Kostomolotski (ru) : l'entrepreneur